# Пляма Мордора
Пля́ма Мо́рдора (англ. Mordor Macula) — велика темно-червона місцина 475 км у поперечнику біля північного полюса Харона, відкрита в червні 2015 року. Цю ділянку поверхні названо на честь Мордора — вигаданої країни Толкінового світу Середзем’я з «Володаря перснів».

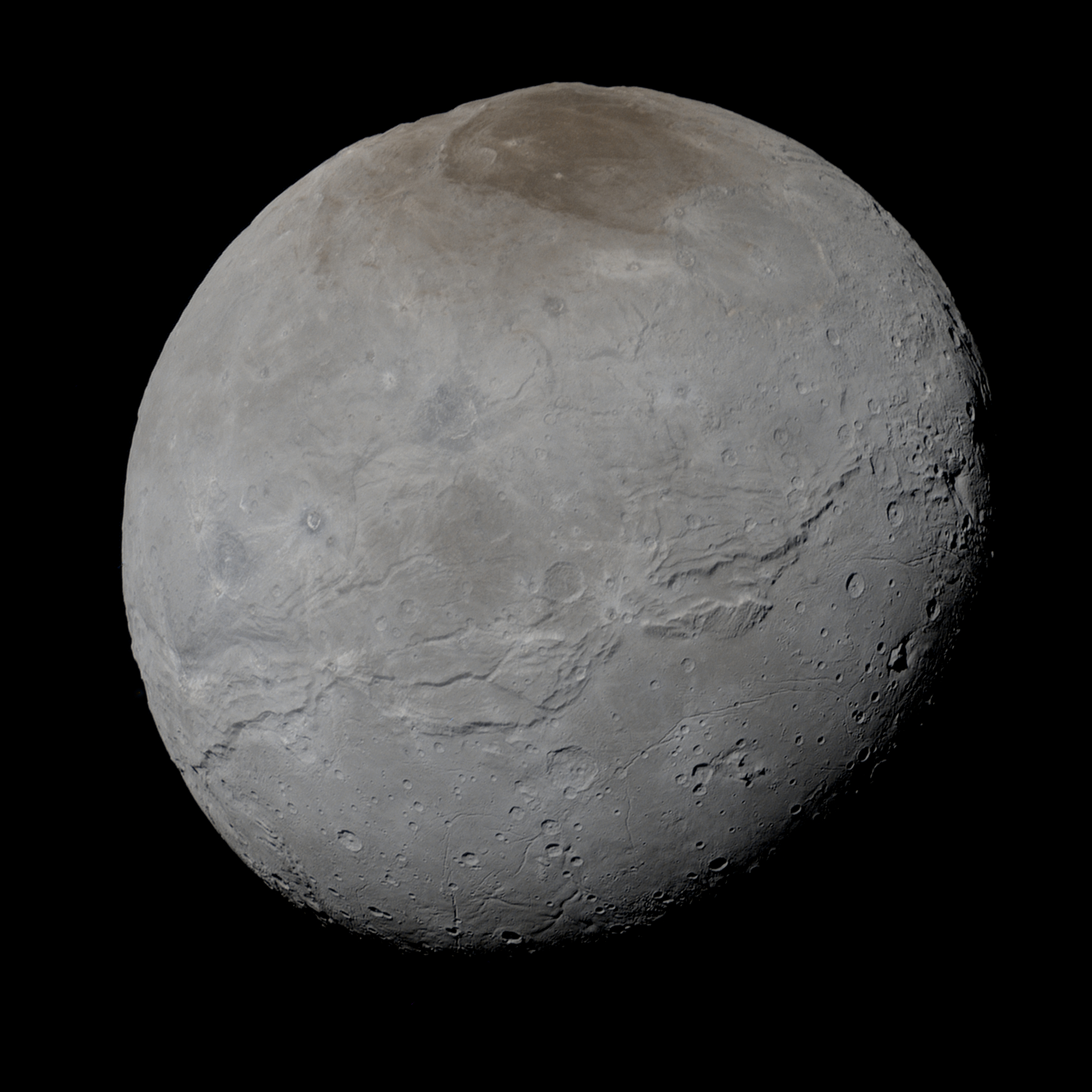
Харон.
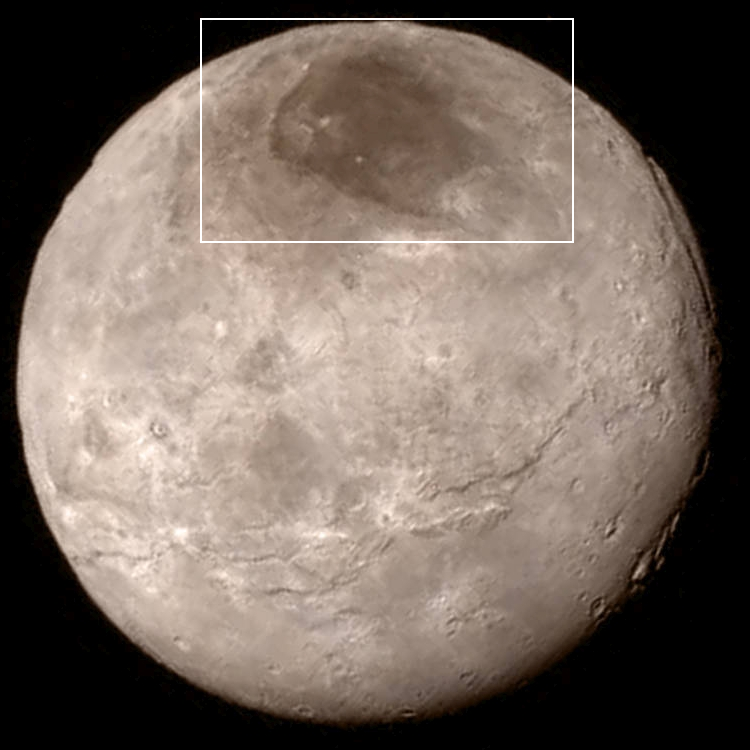
Розташування плями Мордора на півночі.

Наразі не відомо, чим є пляма Мордора. Це можуть бути заморожені гази, захоплені з атмосфери Плутона, може бути кратер або і те, і те водночас. Схожий колір із поверхнею Плутона дає підстави вважати, що пляма Мордора має спільне з ним походження.